# Peter Mueller (Eishockeyspieler)
Peter Randy Mueller (* 14. April 1988 in Bloomington, Minnesota) ist ein ehemaliger US-amerikanischer Eishockeyspieler, der im Verlauf seiner aktiven Karriere zwischen 2005 und 2025 unter anderem 297 Spiele für die Phoenix Coyotes, Colorado Avalanche und Florida Panthers in der National Hockey League (NHL) auf der Position des rechten Flügelstürmers bestritten hat. Darüber hinaus absolvierte Mueller über 300 weitere Partien in der tschechischen Extraliga, wo er mit dem HC Kometa Brno im Jahr 2025 die tschechische Meisterschaft gewann.

## Karriere
Mueller startete seine Karriere im Alter von 15 Jahren im USA Hockey National Team Development Program des US-amerikanischen Eishockeyverbandes USA Hockey. Dort war er zunächst in den Mannschaften der Klassen U17 und U18 aktiv, kam aber auch regelmäßig in der North American Hockey League (NAHL) in der Elitemannschaft des Verbandes zum Einsatz. In seinen zwei Spielzeiten überzeugte der Center mit 50 Scorerpunkten in 57 Partien, entschied sich aber im Sommer 2005 für einen US-Amerikaner untypischerweise gegen eine Fortsetzung der Karriere am College oder einer Universität. Stattdessen wechselte Mueller in die kanadische Juniorenliga Western Hockey League (WHL), wo er zwei Spielzeiten für die Everett Silvertips auf Eis ging. Gleich in seinem Rookiejahr erzielte Mueller 58 Punkte und wurde am Saisonende mit der Jim Piggott Memorial Trophy für den besten Liganeuling ausgezeichnet. Zudem wählten ihn die Phoenix Coyotes aus der National Hockey League (NHL) im NHL Entry Draft 2006 in der ersten Runde an der achten Gesamtposition aus. Im Folgejahr steigerte Mueller seine Punktausbeute um weitere 20 Punkte, woraufhin er im Sommer 2007 seinen ersten Profivertrag bei den Coyotes erhielt.

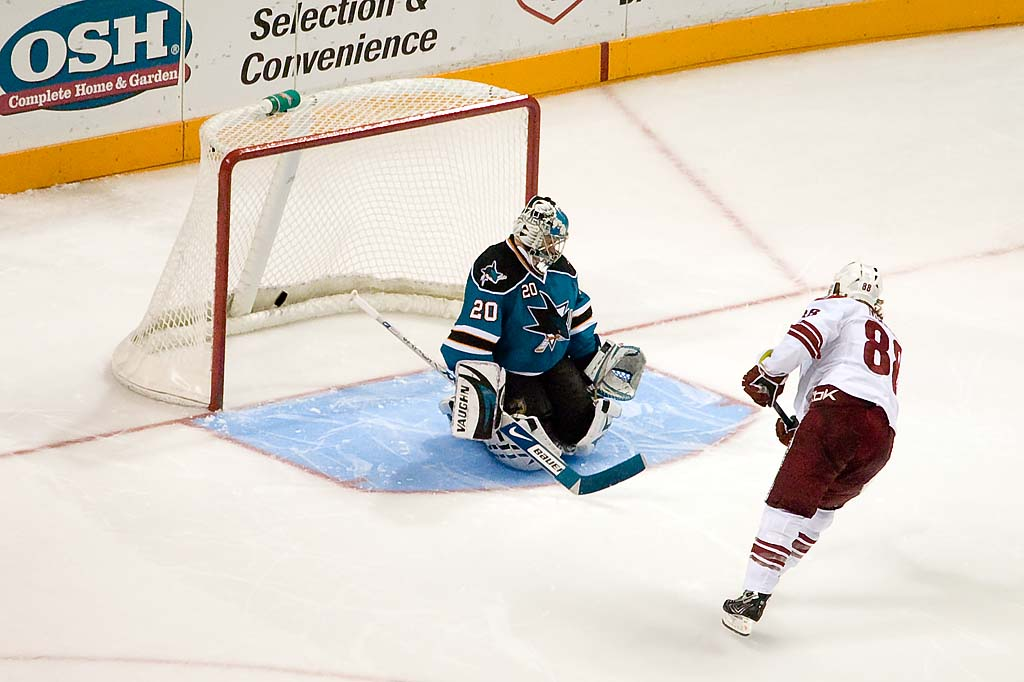
Peter Mueller erzielt ein Shootout-Tor gegen Jewgeni Nabokow (2007)

In der NHL hatte Mueller zunächst Probleme sich zu akklimatisieren und startete mit Problemen in die Spielzeit. Erst zwei Wochen nach Saisonstart erzielte er sein erstes Tor, kam dann aber im besser mit der Spielweise bei den Profis zurecht. Am 7. November verbuchte er seinen ersten Hattrick und wurde im Januar zum NHL YoungStars Game eingeladen. Des Weiteren wurde er im selben Monat zum Rookie des Monats ernannt. Er beendete die Spielzeit schließlich mit 54 Punkten aus 81 Spielen auf dem vierten Platz der Rookie-Scorerwertung und als drittbester Scorer der Coyotes.
Kurz vor Transferschluss der Saison 2009/10 wurde der Stürmer nach durchwachsenen Leistungen zusammen mit Kevin Porter nach Denver zur Colorado Avalanche transferiert, die Coyotes erhielten im Gegenzug Wojtek Wolski. In Colorado zeigte seine Leistungskurve in den ersten Spielen steil nach oben, so konnte er in 15 Spielen 20 Punkte erzielen, bevor er am 4. April 2010 beim Spiel gegen die San Jose Sharks nach einem Schubser in die Bande von Verteidiger Rob Blake mit einem Schädel-Hirn-Trauma für den Rest der Saison ausfiel. Nachdem der Angreifer sich von seiner Verletzung erholt hatte, erlitt er während eines Vorbereitungsspiels zur Saison 2010/11 gegen die Los Angeles Kings ein weiteres Schädel-Hirn-Trauma, wodurch er für die gesamte Spielzeit ausfiel. Erst zur Spielzeit 2011/12 kehrte der Flügelstürmer in den Kader der Avalanche zurück, konnte aber weder dort noch anschließend bei den Florida Panthers in der Saison 2012/13 an die Vorjahre anknüpfen.
Nachdem Mueller im Sommer 2013 keinen neuen Arbeitgeber in Nordamerika gefunden hatte, wechselte er für zwei Jahre in die Schweiz und ging dort für die Kloten Flyers aufs Eis. Anschließend verbrachte er das Spieljahr 2015/16 in der Svenska Hockeyligan (SHL) bei den Malmö Redhawks sowie die Saison 2016/17 in der American Hockey League (AHL) bei den Providence Bruins, bevor ihn im September 2017 der EC Red Bull Salzburg unter Vertrag nahm. Für die Roten Bullen absolvierte er insgesamt 57 Spiele in der österreichischen Erste Bank Eishockey Liga (EBEL) und brachte es dabei auf 61 Scorerpunkte (19 Tore, 42 Assists). Anschließend wechselte er zum amtierenden tschechischen Meister HC Kometa Brno in die Extraliga. Bei Kometa spielte Mueller bis 2022 und erhielt mehrere persönliche Auszeichnungen. Im Juni 2022 wechselte er innerhalb der Extraliga zum HC Vítkovice, wo er bis zur Vertragsauflösung Ende November 2023 unter Vertrag stand. Anschließend spielte Mueller beim Spengler Cup 2023 für den HC Ambrì-Piotta, ehe er Anfang Januar 2024 von den Grizzlys Wolfsburg aus der Deutschen Eishockey Liga (DEL) für den restlichen Saisonverlauf verpflichtet wurde.
Über den Sommer 2024 befand sich der US-Amerikaner abermals auf der Suche nach einem neuen Beschäftigungsverhältnis, das schließlich im Oktober mit seinem Ex-Verein HC Kometa Brno zustande kam. Mit Kometa gewann Mueller am Saisonende die tschechische Meisterschaft. Im Juli 2025 gab der 37-Jährige schließlich das Ende seiner Karriere als aktiver Spieler bekannt.

### International
Mueller vertrat die US-amerikanische Nationalmannschaft bei der Junioren-Weltmeisterschaft 2007 in Schweden. Nach einer schwachen Vorrunde führte er das Team mit Erik Johnson und Patrick Kane zum Gewinn der Bronzemedaille. Im Seniorenbereich wurde er für die Weltmeisterschaft 2008 in Kanada nominiert.

## Erfolge und Auszeichnungen
| - 2006 Jim Piggott Memorial Trophy - 2007 WHL Top Draft Prospect Award - 2007 WHL West First All-Star Team - 2007 CHL Second All-Star Team - 2008 Teilnahme am NHL YoungStars Game | - 2008 NHL-Rookie des Monats Januar - 2019 Zlatá helma (Most Valuable Player der Extraliga) - 2021 Topscorer der Extraliga-Hauptrunde - 2025 Tschechischer Meister mit dem HC Kometa Brno |

### International
- 2005 Goldmedaille bei der U18-Junioren-Weltmeisterschaft
- 2007 Bronzemedaille bei der U20-Junioren-Weltmeisterschaft

## Karrierestatistik

### International
Vertrat die USA bei:
- U18-Junioren-Weltmeisterschaft 2005
- U20-Junioren-Weltmeisterschaft 2006
- U20-Junioren-Weltmeisterschaft 2007
- Weltmeisterschaft 2008

(Legende zur Spielerstatistik: Sp oder GP = absolvierte Spiele; T oder G = erzielte Tore; V oder A = erzielte Assists; Pkt oder Pts = erzielte Scorerpunkte; SM oder PIM = erhaltene Strafminuten; +/− = Plus/Minus-Bilanz; PP = erzielte Überzahltore; SH = erzielte Unterzahltore; GW = erzielte Siegtore; 1 Play-downs/Relegation; Kursiv: Statistik nicht vollständig)